# Kolomia
Kolomia (en ucraïnès: Коломия) és una ciutat d'importància regional d'Ucraïna pertanyent a l'óblast d'Ivano-Frankivsk.
El 2016 tenia una població estimada de 61.210 habitants.
Kolomia es situa al costat del riu Prut. És el centre administratiu del raión de Kolomia, encara que no pertany a aquest, i la ciutat més important de la regió històrica de Pocutia.

## Història
Després de la primera partició de Polònia el 1772 i fins a 1918, la ciutat (anomenada Kolomea fins a 1867) va formar part dels territoris dels Habsburg (Imperi austríac), més tard anomenats Imperi austrohongarès (Cisleitania després del Compromís de 1867). Va ser capital del districte del mateix nom, un dels 78 Bezirkshauptmannschaften o powiats de la província (Kronland) de Galitzia en 1900. Després de la Primera Guerra Mundial, aquest territori va ser disputat entre la Segona República Polonesa i la Unió Soviètica, sent assignat el territori a la primera per la Pau de Riga de 1921.

## Demografia
Segons el cens de 2001, la majoria de la població de la ciutat era parlant d'ucraïnès (93,11%), existint una petita minoria de parlants de rus (5%).

## Clima
| Paràmetres climàtics mitjans de Kolomia (1981–2010) | Paràmetres climàtics mitjans de Kolomia (1981–2010) | Paràmetres climàtics mitjans de Kolomia (1981–2010) | Paràmetres climàtics mitjans de Kolomia (1981–2010) | Paràmetres climàtics mitjans de Kolomia (1981–2010) | Paràmetres climàtics mitjans de Kolomia (1981–2010) | Paràmetres climàtics mitjans de Kolomia (1981–2010) | Paràmetres climàtics mitjans de Kolomia (1981–2010) | Paràmetres climàtics mitjans de Kolomia (1981–2010) | Paràmetres climàtics mitjans de Kolomia (1981–2010) | Paràmetres climàtics mitjans de Kolomia (1981–2010) | Paràmetres climàtics mitjans de Kolomia (1981–2010) | Paràmetres climàtics mitjans de Kolomia (1981–2010) | Paràmetres climàtics mitjans de Kolomia (1981–2010) |
| Mes                                                 | Gen.                                                | Feb.                                                | Mar.                                                | Abr.                                                | Mai.                                                | Jun.                                                | Jul.                                                | Ago.                                                | Set.                                                | Oct.                                                | Nov.                                                | Des.                                                | Anual                                               |
| --------------------------------------------------- | --------------------------------------------------- | --------------------------------------------------- | --------------------------------------------------- | --------------------------------------------------- | --------------------------------------------------- | --------------------------------------------------- | --------------------------------------------------- | --------------------------------------------------- | --------------------------------------------------- | --------------------------------------------------- | --------------------------------------------------- | --------------------------------------------------- | --------------------------------------------------- |
| Font:                                               |                                                     |                                                     |                                                     |                                                     |                                                     |                                                     |                                                     |                                                     |                                                     |                                                     |                                                     |                                                     |                                                     |

## Patrimoni

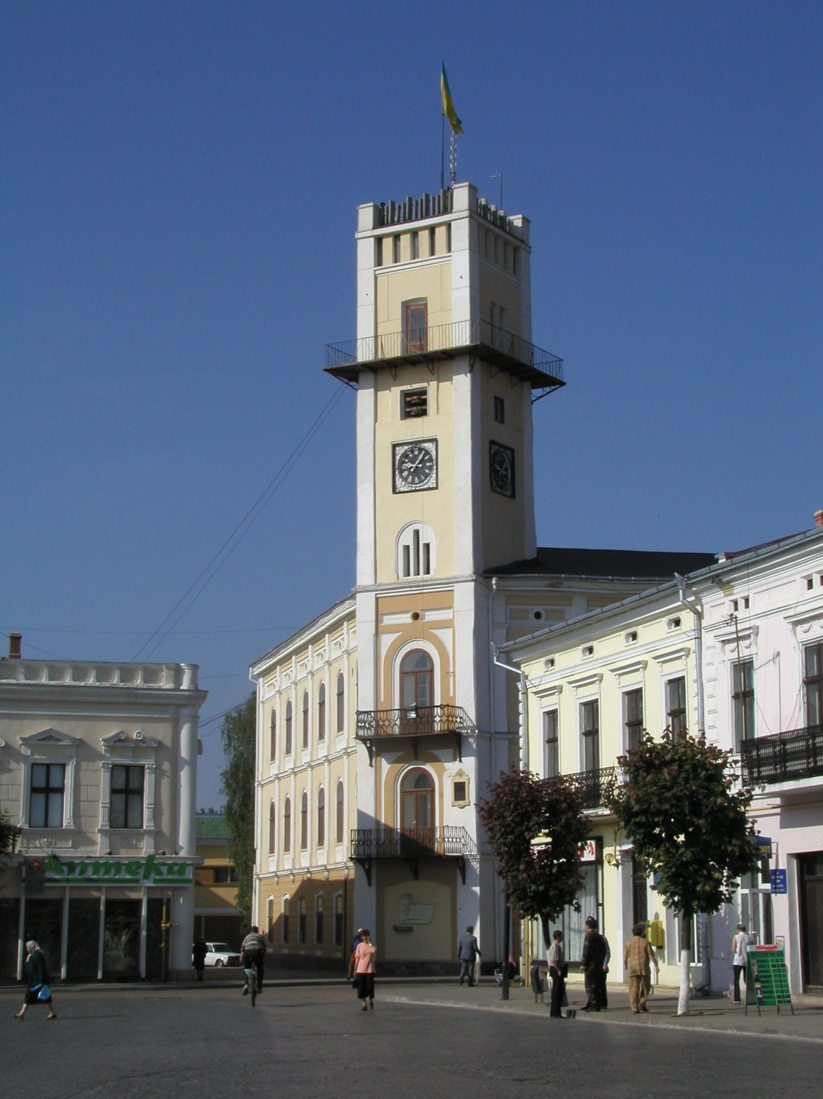
Casa consistorial
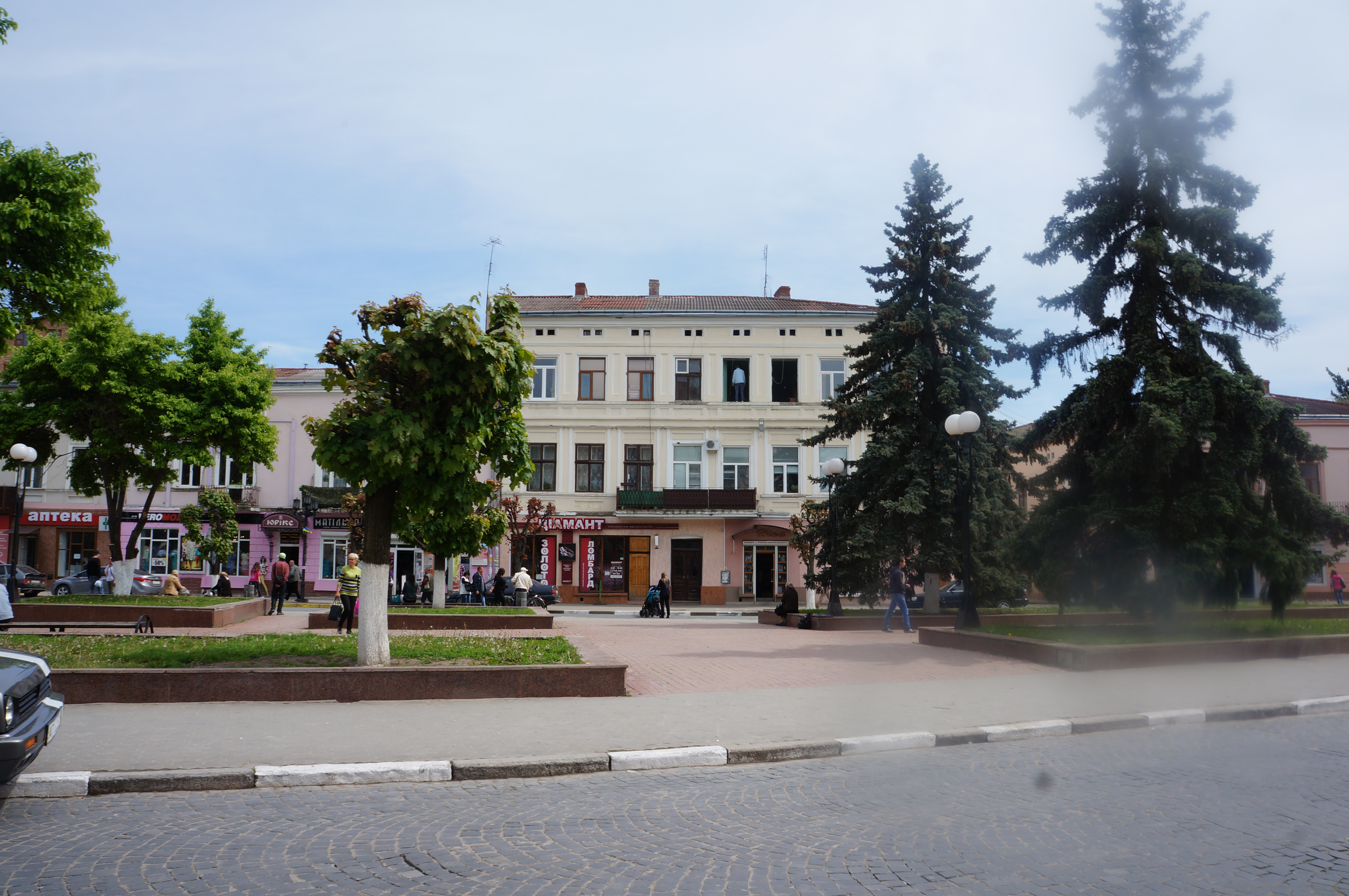
Plaça Major
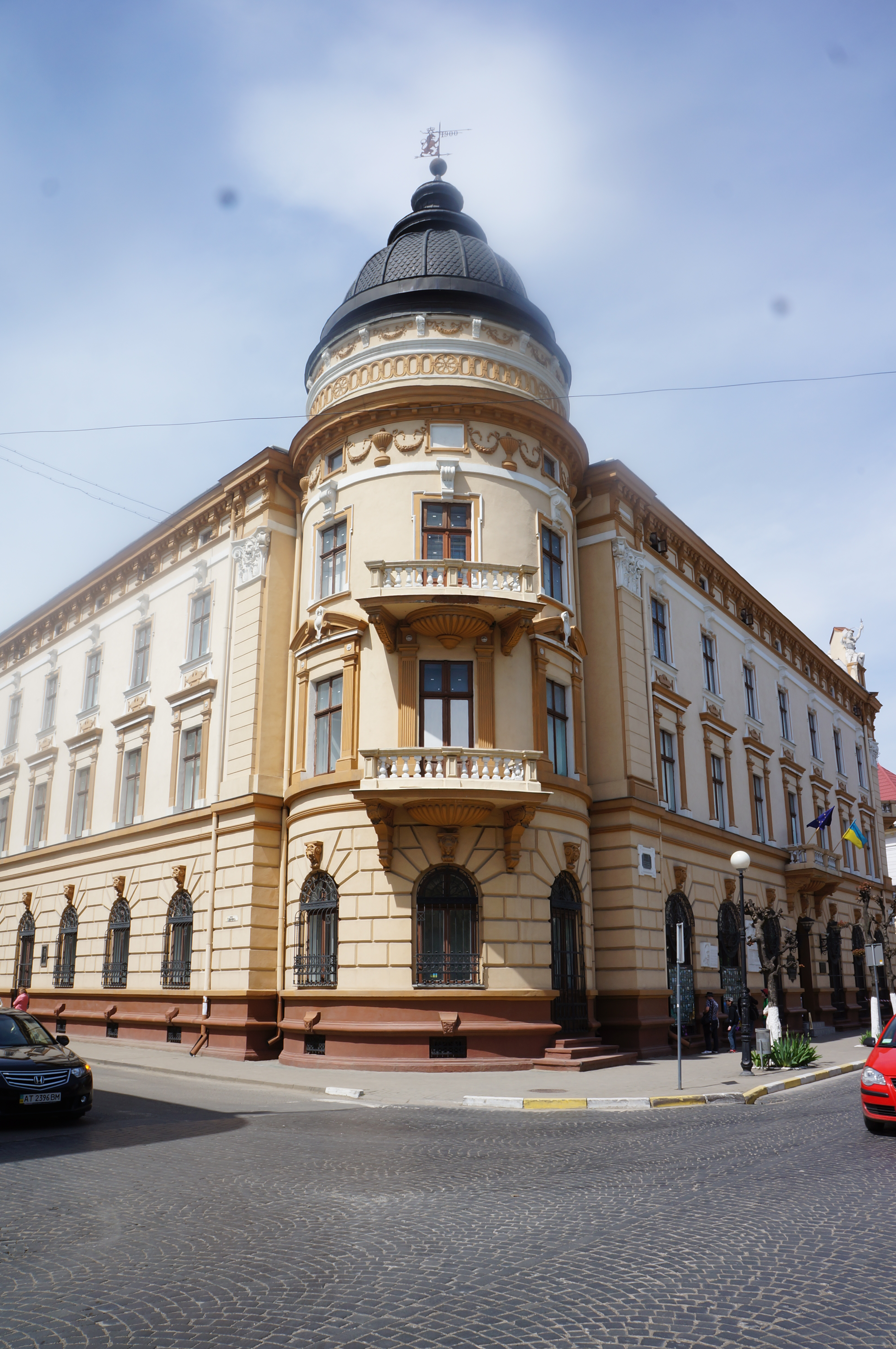
Edifici històric

## Ciutats agermanades
Kolomia està agermanada amb les següents ciutats
- Drochia, Moldàvia
- Gniewino, Polònia
- Kratovo, Macedònia del Nord
- Łapsze Niżne, Polònia
- Łomża, Polònia
- Nysa, Polònia
- Rădăuți, Romania
- Sighetu Marmației, Romania

## Persones notables

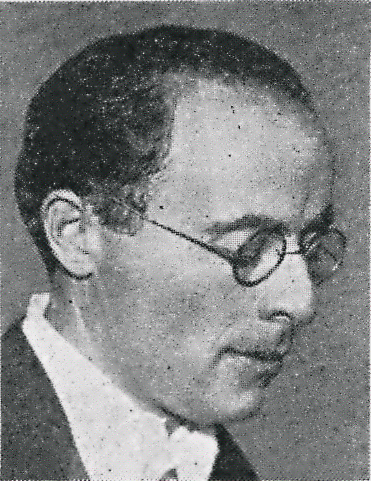
Emanuel Feuermann

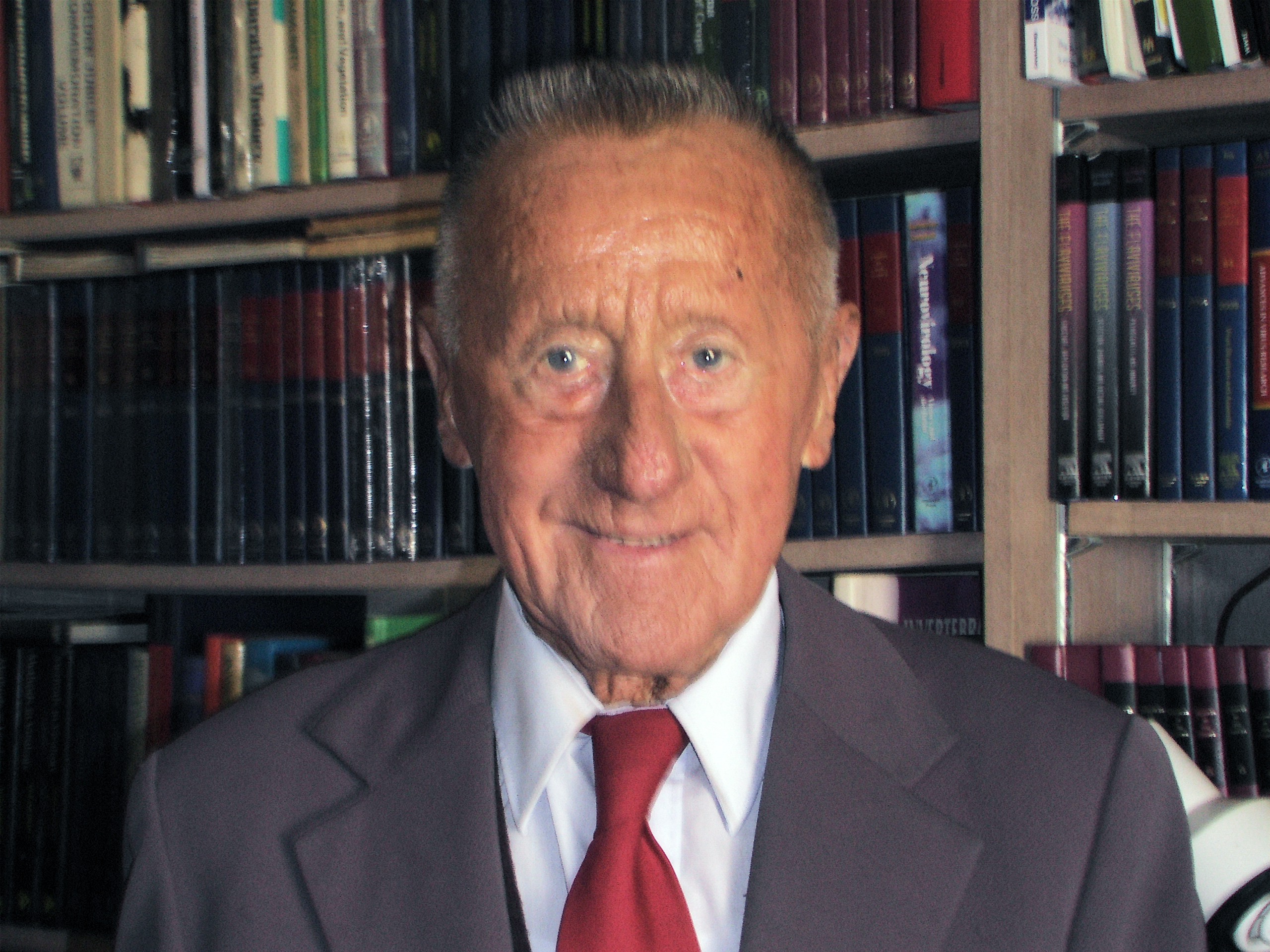
Karl Maramorosch

- Myroslav Irchan (1897-1937), dramaturg ucraïnès
- Emanuel Feuermann (1902–1942), violoncel·lista nord-americà
- Eugene Frisch (1922-2011), enginyer civil nord-americà
- Chaim Gross (1904–1991), escultor i pedagog nord-americà
- Roman Hryhorchuk (nascut el 1965), jugador de futbol i entrenador ucraïnès
- Olena Iurkovska (nascuda el 1983), atleta ucraïnesa, cinc vegades campiona paralímpica i Heroi d'Ucraïna[6][7][8][9]
- Mieczyslaw Jagielski (1924–1997), polític i economista polonès
- Franciszek Karpinski (1741–1825), poeta polonès del segle XVII
- Hillel Lichtenstein (1814-1891), rabí hongarès
- Karl Maramorosch (1915–2016), viròleg, entomòleg i fitopatòleg nord-americà d'origen austríac
- Dov Noy (nascut el 1920), folklorista israelià, guardonat amb el Premi Israel el 2004
- Stanislaw Ruziewicz (1889–1941), matemàtic polonès
- Józef Sandel (1894–1962), historiador i crític d'art jueu polonès, marxant d'art i col·leccionista
- Abraham Nachman Hersz Schneider (1922-2007), advocat i jutge destacat a l'Argentina
- Olesya Stefanko (nascuda el 1988), concurs d'Ucraïna, va acabar 1a subcampiona al certamen de Miss Univers 2011 (la posició més alta d'Ucraïna fins ara)
- Andrzej Zalucki (nascut el 1941), diplomàtic polonès
- Jakiw Palij (1923–2019), guàrdia del camp de concentració de Trawniki que va ser l'últim nazi conegut que va viure als Estats Units